# Diego Fernández de Córdoba (1355-1435)
Diego Fernández de Córdoba (1355-15 de noviembre de 1435), I señor de Baena, primer mariscal de Castilla, y fiel servidor de los reyes Juan I, Enrique III, y Juan II de Castilla. 

Fue don Diego Fernández de Córdoba caballero que con el valor de sus méritos supo levantar su casa a tanta grandeza, que fue la primera de su linaje que recibió título de Castilla y aunque no tuviera otra que participar sangre suya los más monarcas de la Europa por la succesión que tuvo de su segundo casamiento con la señora de Casa Rubios del Monte, era bastante para pasar en silencio cuantas hubiera adquirido.

## Orígenes familiares
Fue descendiente directo de Fernán Núñez de Témez, el genearca de la Casa de Córdoba, y del adalid y alguacil mayor de Sevilla, Domingo Muñoz, quienes estuvieron con el rey Fernando el Santo en el año 1240 en la conquista de Córdoba donde fueron heredados. Diego fue hijo tercero de Gonzalo Fernández de Córdoba y Biedma, I señor de Aguilar, III señor de Cañete de las Torres, I señor de Priego y alguacil mayor de Córdoba, y de María García Carrillo.

## Vida
Estuvo con su padre y hermano Alfonso Fernández de Córdoba y Carrillo, II señor de Aguilar, en las guerras de Portugal, en el cerco de Lisboa, en la batalla de Aljubarrota y en la Batalla de Valverde librada el 15 de octubre de 1385, donde las tropas castellanas fueron derrotadas por el condestable Nuno Álvares Pereira en Valverde de Mérida, y el padre de Diego fue herido, falleciendo el día siguiente.
El 4 de mayo de 1386, Juan I de Castilla en recompensa por sus grandes servicios a la corona le hizo merced de la villa de Baena, donación confirmada el 15 de junio de 1401 por Enrique III de Castilla. También le nombró alguacil mayor de Córdoba, cargo que había ocupado su padre, así como mariscal de Castilla. También fue el ayo del infante Juan, después Juan II de Castilla.
En 1392 fue embajador plenipotenciario a la corte de Portugal. Estuvo también en la defensa de Alcaudete y en la conquista de Antequera en 1410 con el infante Fernando, futuro Fernando I de Aragón. Consta en la crónica del condestable Álvaro de Luna, que el mariscal Diego, ya anciano y acompañado por su hijo mayor, Juan Rodríguez de Rojas, estuvo en 1431 con el rey Juan II de Castilla en la batalla contra los moros a las puertas de Granada.

## Matrimonios y descendencia
Casó en primeras nupcias con Sancha García de Rojas (m. 1393), heredera del señorío de Poza por la muerte prematura de su hermano, Lope Sánchez de Rojas, fallecido sin haber dejado sucesión.  Era hija de Sancho Sánchez de Rojas, señor de Poza, y de Juana Palomeque. Su tía homónima, Sancha de Rojas, la menciona en su testamento del 30 de octubre de 1385 llamándola Sancha García, hija de su hermano Sancho y de Juana, su mujer.
El 2 de marzo de 1393, Sancha había otorgado poder y facultad a su marido ante Juan Díaz, escribano público, para que fundase mayorazgo de su villa de Poza y del estado de Villaquirán en el hijo que prefiriese. Años más tarde, el 17 de enero de 1423, cumpliendo el testamento de su difunta esposa, Diego fundó dos mayorazgos en Córdoba ante Lope Martínez Peralta, escribano del consejo. El primero, compuesto por los estados de Poza, Villaquirán] Báscones, Revenga, y casas de Villacisla fue a favor del primogénito Juan Rodríguez de Rojas y sus descendientes legítimos. El segundo mayorazgo, en su hijo segundo, Pedro Fernández de Córdoba.
Los hijos de este primer matrimonio fueron:
- Juan Rodríguez de Rojas[1] (m. antes de 1464), señor de Poza,[5] quien casó con Elvira Manrique de Lara y Rojas, II señora de Requena, señorío que algunos autores erróneamente identifican con Requena en la provincia de Valencia, que había heredado de su padre Gómez Manrique de Lara, siendo su madre Sancha de Rojas y Guevara. Elvira otorgó testamento el 9 de abril de 1464 mencionando a su difunto marido y a sus hijos: el varón primogénito, Diego, heredó el señorío de Poza, y el segundogénito el de Requena.[7]
- Pedro Fernández de Córdoba y Rojas (m. Segovia, 1435),[5], alguacil mayor de Córdoba. Falleció en septiembre de 1435,[1] dos meses antes que su padre, habiendo otorgado testamento el 18 de ese mes. Contrajo matrimonio con Juana Fernández de Córdoba o de Montemayor, hija de Martín Alonso Fernández de Córdoba, II señor de Alcaudete, y de Teresa Méndez de Sotomayor. Su hijo primogénito, Diego Fernández de Córdoba y Montemayor, sucedió a su abuelo como II señor de Baena.[1]
- Sancho Sánchez de Rojas (m. 15 de junio de 1454), abad de Salas, después obispo de Astorga y nombrado obispo de Córdoba en 1440.[1][8][9]
- Juana de Córdoba, mencionada por su padre en su testamento.[5] El 28 de octubre de 1404, su padre y Sancho Fernández de Ortalez, en nombre y con poder de Juan Hurtado de Mendoza, mayordomo mayor del rey Enrique III de Castilla, y su hijo Íñigo Hurtado de Mendoza, señor de Santa Cecilia, para el matrimonio de este último con Juana de Córdoba, hija del mariscal y de su primera mujer.[10]
- Gonzalo, María e Isabel, mencionados por su padre en su testamento, quienes fallecieron siendo niños ab instentato.

Después de 1393, al enviudar de su primera esposa, casó con Inés de Ayala, hija mayor de Pedro Suárez de Toledo y de Juana Meléndez de Orozco, señora de Casarrubios del Monte. Fueron padres de:
- Marina Fernández de Córdoba, nacida c. 1394, quien contrajo matrimonio con Fadrique Enríquez,[5] almirante de Castilla, siendo padres de Juana Enríquez, esposa de Juan II de Aragón y II de Navarra, padres del rey Fernando el Católico.

Tuvo un hijo fuera de matrimonio:
- Fernán Alfonso de Córdoba.[11] Declarándose hijo de Diego, otorgó escritura junto con su esposa, Mayor Alfonso de las Roelas, hija de Alfonso Díaz de Roelas y de Isabel Alfón,[11] señalando dote a su hija María García Carrillo para su matrimonio con Pedro González de Hoces, señor de La Albaida.[12]

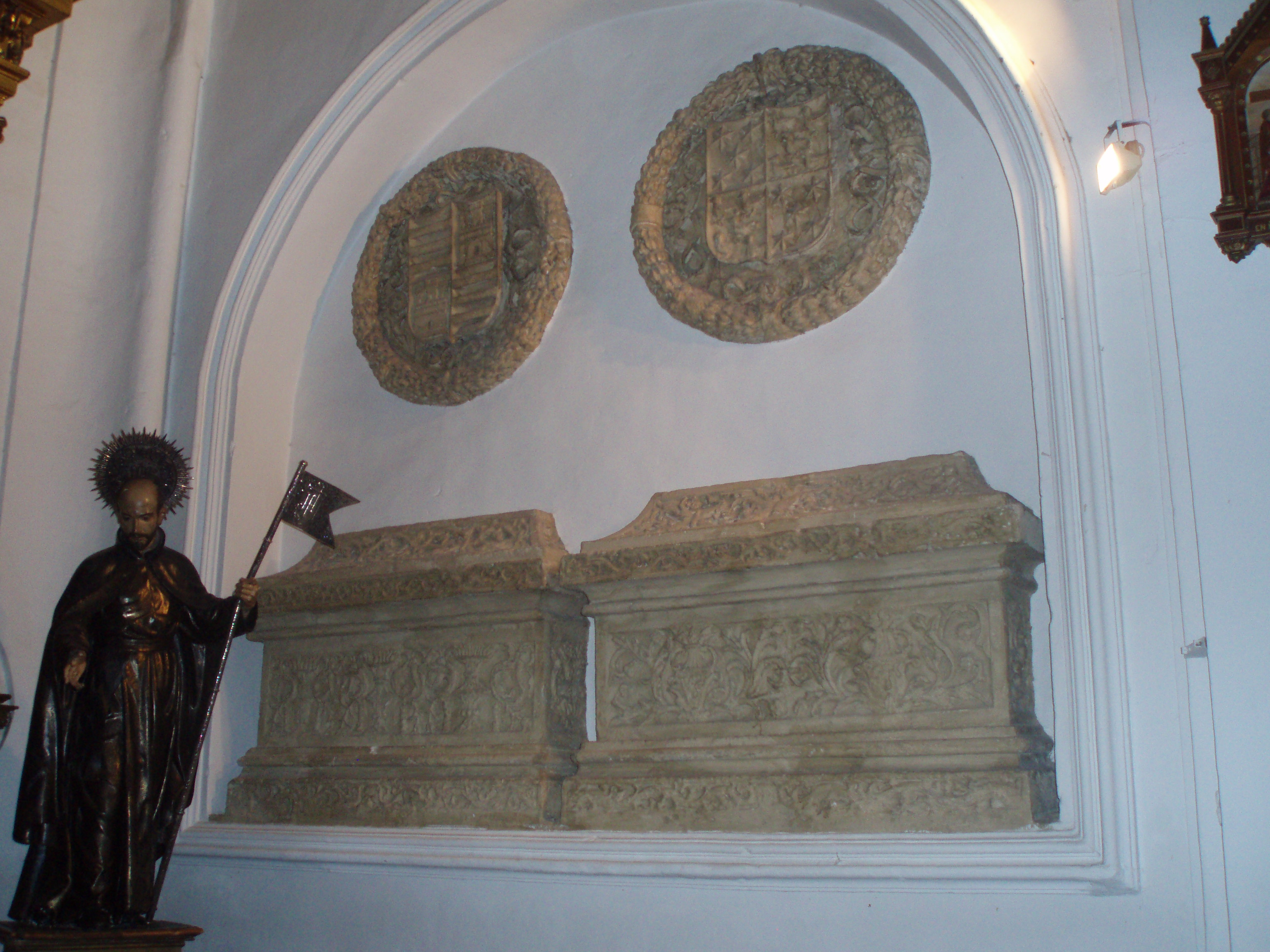
Sepulcro de Diego Fernández de Córdoba. Real Colegiata de San Hipólito en Córdoba.

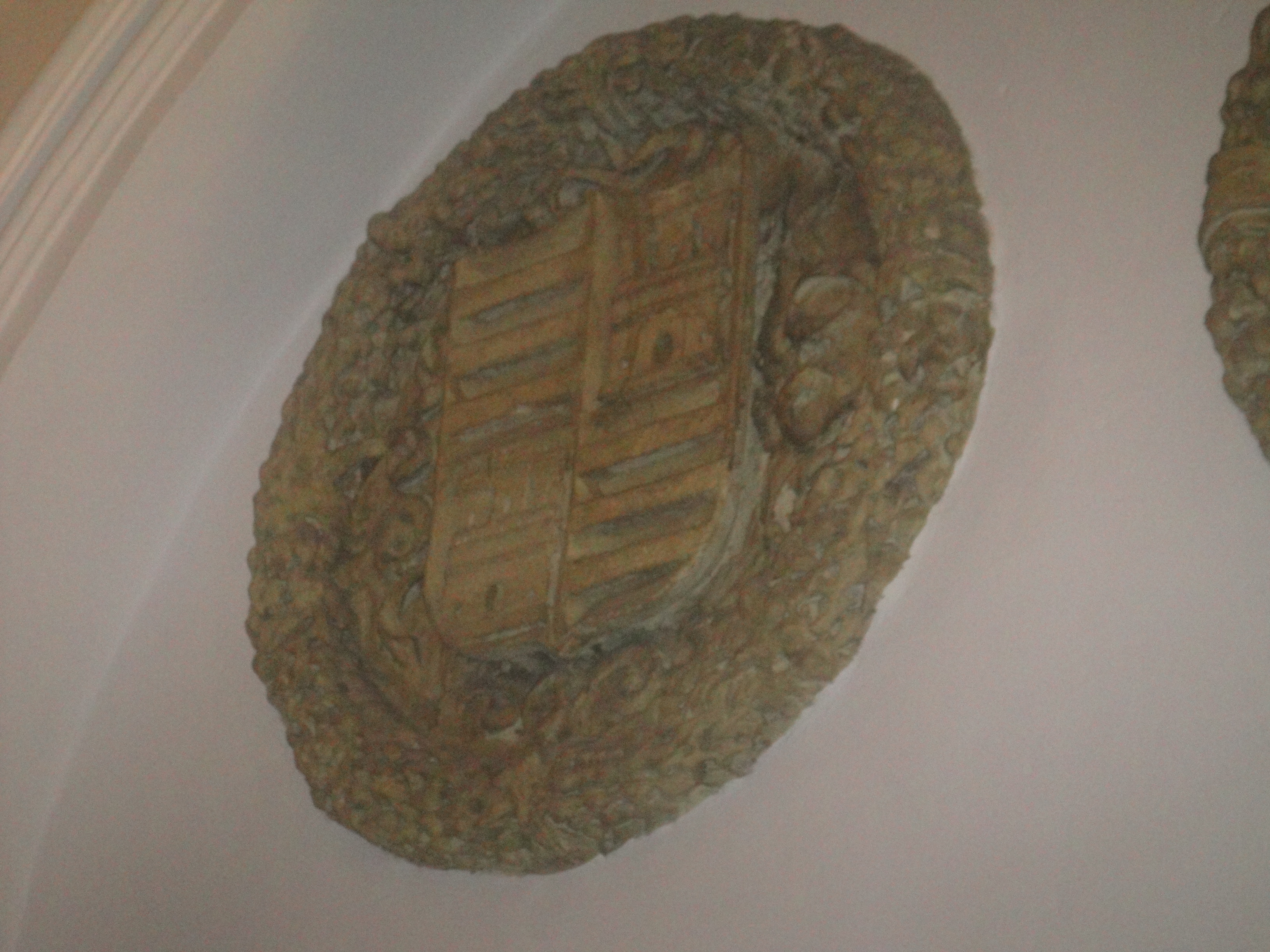
Escudo de armas de Diego Fernández de Córdoba y Carrillo en su capilla.

## Testamento
Diego otorgó dos testamentos, el primero en 1423 y el segundo y último el 8 de marzo de 1427 por el que fundó el mayorazgo de Baena para su segundo hijo, Pedro, y el de Poza para su primogénito, Juan Rodríguez de Rojas. Menciona a sus padres, a su primera esposa Sancha, ya difunta, a su segunda mujer, Inés, su nieta, Mari García, hija de Fernán Alfonso, así como al marido de ésta, a todos sus hijos, sus suegros Sancho Sánchez de Rojas y Juana Palomeque, y a su hermano Pedro, ya difunto.
Pidió ser enterrado en su capilla de Santiago en la Real Colegiata de San Hipólito en Córdoba junto con su primera esposa, mandando fabricar dos arcos para él y su difunta mujer que fuesen de la misma forma de los que tenía su suegro Pedro Suárez en Toledo.